# Maylis
Maylis är en kommun i departementet Landes i regionen Nouvelle-Aquitaine i sydvästra Frankrike. Kommunen ligger i kantonen Mugron som tillhör arrondissementet Dax. År 2022 hade Maylis 301 invånare.

## Befolkningsutveckling
Antalet invånare i kommunen Maylis
Referens:INSEE